# Drapeau de la Polynésie française
Le drapeau de la Polynésie française a été officiellement adopté le 4 décembre 1985. Il est composé de trois bandes horizontales, respectivement rouge, blanche et rouge, la bande centrale étant deux fois plus large que les deux bandes externes et ornée de l'emblème de la Polynésie française.
Le drapeau se veut symbole de liberté, de reconnaissance et de ralliement pour tous les Polynésiens. En vertu de la loi organique sur le statut de la Polynésie française, il fait partie des « signes distinctifs permettant de marquer [la] personnalité » du pays (fenua) « dans les manifestations publiques officielles aux côtés de l'emblème national et des signes de la République ».

## Histoire

Drapeau du royaume de Tahiti.

Le drapeau a été conçu par Alfred Chalons, professeur de technologie et d'arts plastiques au lycée-collège La Mennais, qui a participé au concours avec le soutien de ses élèves.
Le drapeau a été présenté à l'Assemblée de la Polynésie française le 20 novembre 1984 avec ces termes[réf. nécessaire] : « Pour la Polynésie ce drapeau symbolisera, enfin et surtout, pour les prochaines générations, l'esprit de liberté, de responsabilité et d'initiative d'un peuple tourné vers l'avenir et attaché, au travers des valeurs traditionnelles, à sa dignité et à son épanouissement. ». Il est inspiré du drapeau du royaume de Tahiti.
L'assemblée a approuvé cet emblème par une délibération no 84-1030 AT, dans sa séance du 23 novembre 1984, en application de la loi no 84-820 du 6 septembre 1984 portant statut du territoire de la Polynésie française. 
Son usage est règlementé officiellement par un arrêté du 4 décembre 1985.

## Caractéristiques techniques
Le drapeau polynésien est un rectangle de 1 m × 1,5 m, composé de trois bandes horizontales : deux bandes rouges encadrant une bande blanche centrale, la bande centrale étant deux fois plus large que les deux bandes externes.
Au centre figure un cercle blanc de 43 cm de diamètre, représentant une pirogue polynésienne vue de face. Les couleurs et les détails sont porteurs de symboles : la pirogue est rouge, ornée de deux figures de proue marron, avec cinq tikis représentant les cinq archipels.
La partie supérieure de la pirogue présente dix rayons dorés symbolisant le soleil et la vie, tandis que la partie inférieure est constituée de cinq rangées de vagues bleu azur, évoquant l'abondance marine.

## Drapeaux des archipels
L'arrêté du 4 décembre 1985 qui réglemente l'apposition et l'exposition du drapeau rappelle enfin que les drapeaux des archipels et des îles de Polynésie française peuvent figurer aux côtés des couleurs du territoire et de la Nation.

Archipel des Australes
Archipel des Gambier
Archipel des Marquises
Îles Sous-le-Vent
Archipel des Tuamotu

## Drapeau des îles

### Archipel des Australes

Rapa
Raivavae
Rimatara
Rurutu
Tubuai

### Archipel des Marquises

Nuku Hiva

### Îles Sous-le-Vent

Bora-Bora
Raiatea
Huahine

### Îles du Vent

Tahiti
Moorea-Maiao

### Archipel des Tuamotu

Hao
Makatea
Pukarua

## Drapeaux historiques

Drapeau de Pōmare IV
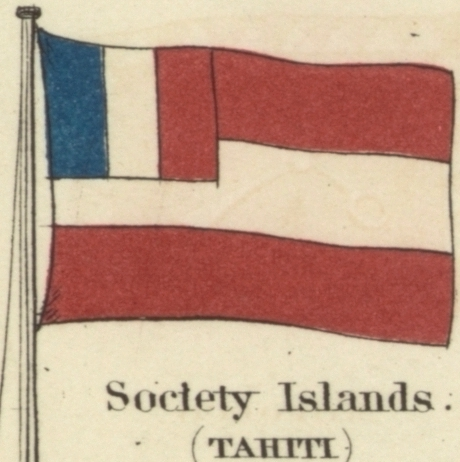
Drapeau des îles de la Société (Tahiti), Johnson’s new chart of national emblems, 1868 .
Drapeau du protectorat français (1843-1880).
Ancien drapeau de l'archipel des Australes

## Autres drapeaux

Drapeau de Tavini Huiraatira, considéré comme un drapeau de l'indépendance